# Březí nad Oslavou
Březí nad Oslavou település Csehországban, a Žďár nad Sázavou-i járásban. Březí nad Oslavou Žďár nad Sázavou, Pokojov, Vatín, Sazomín, Kotlasy, Nové Veselí és Újezd településekkel határos. Lakosainak száma 283 fő (2024. január 1.).

## Népesség
A település lakosságának változását az alábbi diagram mutatja:
| Lakosok száma | 276  | 360  | 324  | 233  | 249  | 244  | 267  | 283  | 298  | 283  |
|               | 1869 | 1900 | 1921 | 1961 | 1980 | 2011 | 2016 | 2019 | 2021 | 2024 |